# بولکائو
بولکائو (به آلمانی: Bülkau) یک شهر در آلمان است که در ام دابراک واقع شده‌است. بولکائو ۹۱۲ نفر جمعیت دارد.